# Джанхоши
Джанхоши (груз. ჯანხოში) — село в Грузии, на территории Марнеульского муниципалитета края (мхаре) Квемо-Картли.

## География
Село находится в юго-восточной части Грузии, на северном склоне Сомхетского хребта, на левом берегу реки Шулавери, на расстоянии приблизительно 23 километров (по прямой) к юго-западу от города Марнеули, административного центра муниципалитета. Абсолютная высота — 790 метров над уровнем моря.

## Население
По результатам официальной переписи населения 2014 года в Джанхоши проживало 2 человека (1 мужчина и 1 женщина). В национальной структуре населения грузины составляли 100 %.
| Год  | Население, человек |
| ---- | ------------------ |
| 2002 | 20                 |
| 2014 | ↘ 2                |